# Chlorophytum macrorrhizum
Chlorophytum macrorrhizum är en sparrisväxtart som beskrevs av Karl von Poellnitz. Chlorophytum macrorrhizum ingår i släktet ampelliljor, och familjen sparrisväxter. Inga underarter finns listade i Catalogue of Life.